# 포즈난 대성당

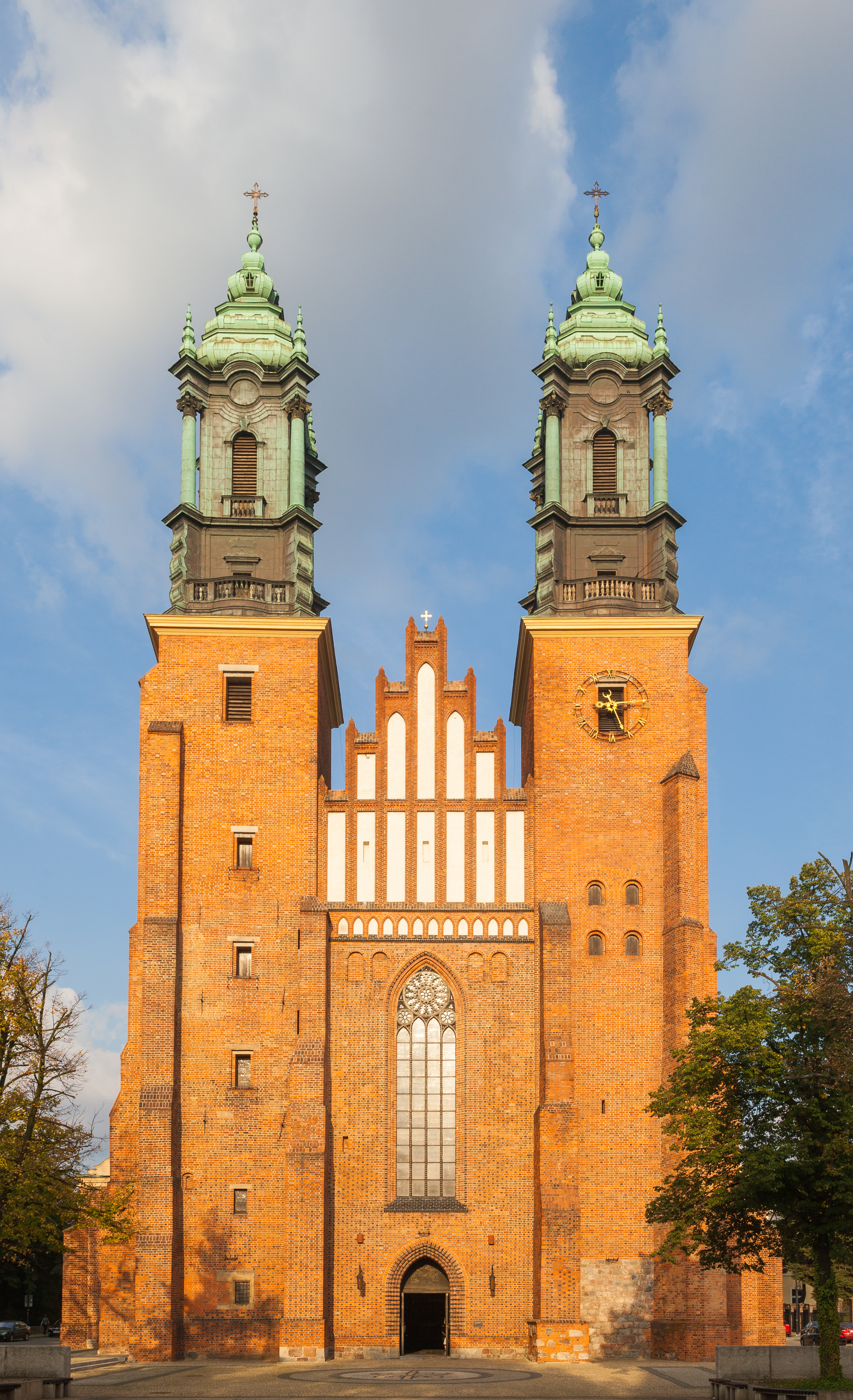
포즈난 황성

포즈난 대성당(폴란드어: Katedra Poznańska) 또는 성 베드로와 성 바울로 성당(폴란드어: Bazylika archikatedralna Świętych Apostołów Piotra i Pawła)은 폴란드 비엘코폴스카주 포즈난에 있는 대성당이다. 폴란드에서 가장 오래된 교회 중 하나이며 10세기에 지어진 가장 오래된 폴란드의 대성당이다. 포즈난에서 가장 오래된 역사적 기념물이다.